# Lesley Ann Warren
Lesley Ann Warren (New York, 1946. augusztus 16. –) Golden Globe-díjas amerikai színésznő, énekesnő. 
A Viktor, Viktória (1982) című zenés filmvígjátékkal Oscar- és Golden Globe-díjakra jelölték. 1984-ban a Dalszerző című filmmel újabb Golden Globe-jelölést szerzett.
Az 1977-ben bemutatott 79 Park Avenue című minisorozattal nyerte meg első és egyetlen Golden Globe-díját. Az 1990-es Family of Spies című minisorozattal ismét jelölték erre a díjra, továbbá egy Primetime Emmy-díjért is versenybe szállt.

## Fiatalkora és családja
New Yorkban született, Carol Werblow énekesnő és Williem Warren ingatlanügynök lányaként. Mindkét szülője oroszországi zsidó származású, apja vezetékneve eredetileg Warrenof volt. 

## Pályafutása
Balett-táncosként kezdte karrierjét, az Amerikai Balett Iskolában (School of American Ballet). 17 éves korában belépett az úgynevezett Színészek Stúdiójába (Actors Studio). 1963-ban debütált a Brodwayn a "110 in the Shade" című musicalben. Ő nyerte a Színházi Világdíjat (Theatre World Award) 1965-ben a "Drat! The Cat!" című musicalért. 1973-ban Scarlet Oharát alakította a "Scarlet" című musical Los Angeles-i változatában.

## Magánélete
1967-ben ment feleségül John Peters rendezőhöz, de 1977-ben elváltak. Egy fiuk született, Cristopher Peters (1968–), aki szintén színész. 
2000-ben Ronald Taft reklámügynökkel kötött házasságot.

## Filmográfia

### Film
| Év   | Magyar cím                               | Eredeti cím                                     | Szerep                | Magyar hang        |
| ---- | ---------------------------------------- | ----------------------------------------------- | --------------------- | ------------------ |
| 1967 | A legboldogabb milliomos                 | The Happiest Millionaire                        | Cordy                 | Hámori Eszter      |
| 1967 | A legboldogabb milliomos                 | The Happiest Millionaire                        | Cordy                 | Sipos Eszter Anna  |
| 1968 |                                          | The One and Only, Genuine, Original Family Band | Alice Bower           |                    |
| 1972 |                                          | Pickup on 101                                   | Nicky                 |                    |
| 1976 | Harry és Walter New Yorkba megy          | Harry and Walter Go to New York                 | Gloria Fontaine       | Némedi Mari        |
| 1981 | Arany a tó fenekén                       | Treasure of the Yankee Zephyr                   | Sally Gibson          | Bánsági Ildikó     |
| 1981 | Arany a tó fenekén                       | Treasure of the Yankee Zephyr                   | Sally Gibson          | Andresz Kati       |
| 1981 | Arany a tó fenekén                       | Treasure of the Yankee Zephyr                   | Sally Gibson          | Spilák Klára       |
| 1981 | Arany a tó fenekén                       | Treasure of the Yankee Zephyr                   | Sally Gibson          | Götz Anna          |
| 1982 | Viktor/Viktória                          | Victor/Victoria                                 | Norma Cassidy         | Kiss Erika         |
| 1983 |                                          | A Night in Heaven                               | Faye Hanlon           |                    |
| 1984 | Válassz engem                            | Choose Me                                       | Eve                   |                    |
| 1984 | Dalszerző                                | Songwriter                                      | Gilda                 |                    |
| 1985 | Nyom                                     | Clue                                            | Miss Scarlet          | Bertalan Ágnes     |
| 1987 | Betörő                                   | Burglar                                         | Dr. Cynthia Sheldrake | Farkas Zsuzsa      |
| 1987 | Betörő                                   | Burglar                                         | Dr. Cynthia Sheldrake | Incze Ildikó       |
| 1988 | A hekus                                  | Cop                                             | Kathleen McCarthy     | Szegedi Erika      |
| 1989 | Telhetetlen nőfaló                       | Worth Winning                                   | Eleanor Larimore      | Kovács Nóra        |
| 1991 | Az élet büdös                            | Life Stinks                                     | Molly                 | Básti Juli         |
| 1992 | Dalban szőtt szerelem                    | Pure Country                                    | Lula Rogers           |                    |
| 1994 | Az éj színe                              | Color of Night                                  | Sondra Dorio          | Farkasinszky Edit  |
| 1995 | Ragadozó madarak                         | Bird of Prey                                    | Carla Carr            | Menszátor Magdolna |
| 1996 | Természetes ellenség                     | Natural Enemy                                   | Sandy                 | Vándor Éva         |
| 1997 | Végig az úton                            | Going All the Way                               | Nina Casselman        | Sz. Nagy Ildikó    |
| 1998 | Csak nőt ne ölj! (Gyilkos szerelem)      | Love Kills                                      | Evelyn Heiss          |                    |
| 1998 |                                          | All of It                                       | Glenda Holbeck        |                    |
| 1998 | Richie Rich 2. – A rosszcsont karácsonya | Richie Rich's Christmas Wish                    | Regina Rich           |                    |
| 1999 | Amerikai vérbosszú                       | The Limey                                       | Elaine                | Málnai Zsuzsa      |
| 1999 |                                          | Twin Falls Idaho                                | Francine              |                    |
| 1999 | Bosszúból jeles                          | Teaching Mrs. Tingle                            | Mrs. Faye Watson      | Papp Ági           |
| 2000 |                                          | Ropewalk                                        | Charlie anyja         |                    |
| 2000 |                                          | Trixie                                          | Dawn Sloane           |                    |
| 2001 | Angyali meló                             | Delivering Milo                                 | Anna                  |                    |
| 2001 | Gyors menet                              | The Quickie                                     | Anna                  |                    |
| 2001 | Megtörve                                 | Losing Grace                                    | Mary Reed             |                    |
| 2001 |                                          | Wolf Girl                                       | Dr. Klein             |                    |
| 2002 | A titkárnő                               | Secretary                                       | Joan Holloway         | Kovács Nóra        |
| 2004 | Az én világom                            | My Tiny Universe                                | Vee                   |                    |
| 2005 |                                          | Constellation                                   | Nancy Boxer           |                    |
| 2005 |                                          | When Do We Eat?                                 | Peggy Stuckman        |                    |
| 2005 | Sötét vizeken                            | Deepwater                                       | Pam                   | Román Judit        |
| 2005 |                                          | The Shore                                       | Mrs. Becky Harris     |                    |
| 2006 | Csodakutyák 2. – Az ebdoktorok           | Miracle Dogs Too                                | Bleaker nővér         |                    |
| 2006 | Véres utcák                              | 10th & Wolf                                     | Tina                  | Andresz Kati       |
| 2010 |                                          | Stiffs                                          | Joy Tramontana        |                    |
| 2010 |                                          | A Little Help                                   | Joan Dunning          |                    |
| 2010 |                                          | Peep World                                      | Marilyn Meyerwitz     |                    |
| 2013 | Jobs – Gondolkozz másképp                | Jobs                                            | Clara Jobs            | Orosz Helga        |
| 2015 |                                          | I Am Michael                                    | Susan                 |                    |
| 2015 |                                          | The Sphere and the Labyrinth                    | Wendy                 |                    |
| 2016 |                                          | Between Us                                      | Elsa                  |                    |
| 2017 |                                          | Ray Meets Helen                                 | nem szerepel          | –                  |
| 2018 | Amerikai aranyifjak                      | American Pets                                   | Judy                  |                    |
| 2019 |                                          | 3 Days with Dad                                 | Dawn                  |                    |
| 2020 |                                          | Echo Boomers                                    | írónő                 |                    |
| 2022 |                                          | It Snows All the Time                           | Anne                  |                    |
| 2024 |                                          | Love, Danielle                                  | Candie Bledsoe        |                    |

### Televízió

#### Tévéfilm
| Év   | Magyar cím                              | Eredeti cím                                  | Szerep           | Magyar hang      |
| ---- | --------------------------------------- | -------------------------------------------- | ---------------- | ---------------- |
| 1965 |                                         | Cinderella                                   | Hamupipőke       |                  |
| 1969 |                                         | Seven in Darkness                            | Deborah Cabot    |                  |
| 1971 |                                         | Love Hate Love                               | Sheila Blunden   |                  |
| 1971 |                                         | Cat Ballou                                   | Cat Ballou       |                  |
| 1972 |                                         | Assignment: Munich                           | Cathy Lange      |                  |
| 1972 | A farmer lányai                         | The Daughters of Joshua Cabe                 | Mae              | Tóth Judit       |
| 1973 | Levelek                                 | The Letters                                  | Laura Reynolds   |                  |
| 1973 |                                         | Saga of Sonora                               | Emmy Lou         |                  |
| 1975 |                                         | It's a Bird... It's a Plane... It's Superman | Lois Lane        |                  |
| 1975 |                                         | The Legend of Valentino                      | Laura Lorraine   |                  |
| 1978 | Elveszett bizalom                       | Betrayal                                     | Julie Roy        | Götz Anna        |
| 1979 | Egy sztriptíztáncosnő portréja          | Portrait of a Stripper                       | Susie Hanson     | Prókai Annamária |
| 1982 |                                         | Portrait of a Showgirl                       | Jillian Brooks   |                  |
| 1986 | Bocsássatok meg mindenért! (Megkövetés) | Apology                                      | Lily             | Básti Juli       |
| 1986 |                                         | A Fight for Jenny                            | Kelsey Wilkes    |                  |
| 1988 |                                         | Baja Oklahoma                                | Juanita Hutchins |                  |
| 1990 |                                         | Lola                                         | Lola Baltic      |                  |
| 1991 | Vak ítélet                              | A Seduction in Travis County                 | Melanie Evans    | Andresz Kati     |
| 1992 | Menekülés a pokolból                    | In Sickness and in Health                    | Anita Mattison   |                  |
| 1992 |                                         | Aljas indokból                               | Wanda Holloway   |                  |
| 1993 | Kiáltás az igazságért                   | A Mother's Revenge                           | Carol Sanders    | Kiss Mari        |
| 1995 | Ölni és ölelni                          | Murderous Intent                             | Gayle            |                  |
| 2002 |                                         | St. Sass                                     | Slim Kaplan      |                  |
| 2003 | Fő a káosz                              | Recipe for Disaster                          | Marie Korda      |                  |
| 2009 | Eltitkolt kötelék                       | Bound by a Secret                            | Jane Tetley      |                  |
| 2019 | Rögtönzött karácsony                    | Twinkle All the Way                          | Twinkle Harrison |                  |

## Fordítás
- Ez a szócikk részben vagy egészben  a   Lesley Ann Warren című angol Wikipédia-szócikk fordításán alapul.  Az eredeti cikk szerkesztőit annak laptörténete sorolja fel. Ez a jelzés csupán a megfogalmazás eredetét és a szerzői jogokat jelzi, nem szolgál a cikkben szereplő információk forrásmegjelöléseként.